# Bouraszan
Bouraszan (pers. بوراشان) – wieś w Iranie, w ostanie Azerbejdżan Zachodni. W 2006 roku liczyła 124 mieszkańców w 35 rodzinach.